# 山田格
山田 格（やまだ ただす、1950年6月18日 -2024年5月28日 ）は、日本の動物学者。国立科学博物館動物研究部脊椎動物研究グループ長。専門は海棲哺乳類学、脊椎動物比較形態学。
岡山県生まれ。父は解剖学者の山田致知（むねさと、1922年-1994年、当時岡山大学助教授、金沢大学名誉教授）。

## 経歴
1977年東京大学理学部生物学科卒、1979年同大学院理学研究科人類学修士課程修了、東北大学医学部助手、1985年新潟大学医学部助手、1986年「神経支配に基づく浅指屈筋の再検討」で新潟大学医学博士、1989年助教授、1993年国立科学博物館主任研究官。

## 著書
- 『日本鯨類目録』粕谷俊雄共著 日本鯨類研究所, 1995
- 『極地の哺乳類・鳥類』内藤靖彦監修 遠藤秀紀, 倉持利明, 西海功共著 人類文化社 2001
- 『クジラとイルカ 海も地球も大研究!』大越和加と総監修 偕成社 2009

### 翻訳
- Joseph R. Geraci, Valerie J. Lounsbury共著『ストランディングフィールドガイド 海の哺乳類』天野雅男共監訳 海游舎 1996
- トマス・A. ジェファソン, スティーブン・レザウッド, マーク・A. ウェバー『海の哺乳類FAO種同定ガイド』NTT出版 1999
- Leonard B. Radinsky『脊椎動物デザインの進化』海游舎 2002
- サイモン・ウィンチェスター著 ニック・マン撮影『スカル アラン・ダドリーの驚くべき頭骨コレクション』監修 堀口容子訳 グラフィック社 2014

## 論文
- 国立情報学研究所収録論文 国立情報学研究所